# Günter Wilms
Günter Wilms (* 11. September 1927 in Königsberg; † 23. November 2023) war ein deutscher Pädagoge und Hochschullehrer.

## Leben und Werk
Günter Wilms wuchs in seiner Geburtsstadt auf. Am Zweiten Weltkrieg nahm er als Luftwaffenhelfer teil. Er geriet später in sowjetische Kriegsgefangenschaft, die für ihn 1946 endete. Danach wurde er Neulehrer in der Sowjetischen Besatzungszone und studierte ab 1948 Pädagogik an der Technischen Hochschule Dresden und an der Humboldt-Universität zu Berlin. Nach seiner Promotion 1955 mit einer Arbeit über Die Bedeutung des Pädagogenkollektivs für die Erziehungsarbeit wechselte er zunächst als Dozent für Pädagogik und später Prorektor an die Ernst-Moritz-Arndt Universität Greifswald, dann zum Ministerium für Volksbildung mit Zuständigkeit für Lehrerbildung und pädagogische Forschung. Er leitete für mehr als 15 Jahre das Institut für Leitung und Organisation des Volksbildungswesens (ILO) in Potsdam.
Wilms war Mitglied der SED und gehörte der Akademie der Pädagogischen Wissenschaften der DDR an, davon fast 10 Jahre als deren Vizepräsident.